# Tavoletta di Marsiliana
La tavoletta di Marsiliana è una tavoletta etrusca destinata alla scrittura ritrovata a Marsiliana d'Albegna, nella necropoli della Banditella di epoca orientalizzante (dalla fine dell'VIII al VI secolo a.C.), e conservata al museo archeologico nazionale di Firenze. La tavoletta viene datata alla metà del VII secolo a.C.
Come tavoletta per la scrittura, della cera era colata sulla sua superficie in avorio e caratteri venivano tracciati con uno stilo rigido. Il suo bordo reca ventisei lettere in alfabeto etrusco arcaico, con alcune lettere probabilmente di origine corinzia e non euboica.